# Hugo de Vries
Hugo Marie de Vries ( Haarlem, 16 de fevereiro de 1848 - Lunteren, 21 de maio de 1935) foi um biólogo neerlandês, um dos três cientistas a quem se atribui o redescobrimento do trabalho de Mendel no ano de 1900, sobre as leis da hereditariedade.
O holandês Hugo de Vries foi precursor do estudo experimental da evolução dos seres vivos e lançou os fundamentos da pesquisa genética.
Educado nas universidades de Leiden, Heidelberg e Würzburg, ocupou em 1878 um posto de professor na Universidade de Amsterdam, no qual se manteve durante trinta anos. Em 1886, observou nítidas diferenças entre a rosa natural Oenothera lamarckiana e espécies cultivadas, o que o levou a analisar o problema da evolução sob enfoque experimental, em substituição ao método de observação e inferência. Cultivando essa espécie, descobriu novas variedades botânicas da planta que apareciam aleatoriamente entre os espécimes normais. Concebeu então a evolução como série de mudanças radicais abruptas que dariam surgimento a novas espécies. Deu ao fenômeno o nome de mutação.
Como resultado de seu interesse pela genética, Vries redescobriu em 1900, ao mesmo tempo que Carl Correns, da Alemanha, e Erich von Tschermak-Seysenegg, da Áustria, os princípios da hereditariedade conhecidos como leis de Mendel. Em Die Mutationstheorie (1901-1903; A teoria das mutações) resumiu o conteúdo das descobertas que o haviam levado a resgatar as ideias do monge Gregor Mendel sobre a herança genética. De Vries estudou também o trânsito por osmose dos alimentos e dos sais através das membranas dos vegetais.